# Стрелецкий Кут
Стреле́цкий Кут (укр. Стрілецький Кут) — село в Мамаевской сельской общине Черновицкого района Черновицкой области Украины.
До 2020 года входило в Кицманский район
Население по переписи 2001 года составляло 2069 человек. Почтовый индекс — 59345. Телефонный код — 3736. Код КОАТУУ — 7322588501.
Расстояние от села до районного центра — 24, 4 км, — до областного — 10,3 км.